# Centre de recherche en astronomie astrophysique et géophysique
Il Centro di ricerca in Astronomia, Astrofisica e Geofisica (CRAAG, Centre de Recherche en Astronomie Astrophysique et Géophysique) è un osservatorio astronomico situato presso una zona suburbana di Algeri e noto anche come Osservatorio di Algeri. È stato creato nel 1985, ereditando l'osservatorio astronomico di Bouzareah, costruito nel 1885, e l'Istituto di Fisica del Globo di Algeri, risalente al 1931. L'osservatorio ha collaborato alla costituzione della Carte du Ciel, una mappatura della volta celeste effettuata tra il 1891 ed il 1911.
Lo strumento principale dell'osservatorio è un telescopio Ritchey-Chrétien da 81 cm.

## Ricerca e scoperte
Il centro effettua ricerche astronomiche e geofisiche, oltre al monitoraggio dei terremoti. Grazie all'osservatorio di Algeri sono stati scoperti diversi asteroidi della cintura principale, poi rinominati in relazione al luogo e al paese di scoperta, fra i quali:
- 858 El Djezaïr scoperto il 26 maggio 1916 da Frédéric Sy[2]
- 859 Bouzaréah scoperto il 2 ottobre 1916 da Frédéric Sy[3]
- 1213 Algeria scoperto il 5 dicembre 1931 da Guy Reiss[4]

## Astronomi
Tra i ricercatori che hanno collaborato presso l'osservatorio si sono distinti:
- Alfred Schmitt
- Benjamin Jekhowsky
- Frédéric Sy
- Guy Reiss
- Joanny-Philippe Lagrula
- Louis Boyer
- Odette Bancilhon